# Feletti
La Feletti è un'azienda italiana specializzata nel settore della produzione e vendita di prodotti dolciari e nella produzione di cioccolato; dal 2012 il marchio fa parte, insieme a quello Sorini, del gruppo H.D.I. S.p.A. Feletti.

## Storia

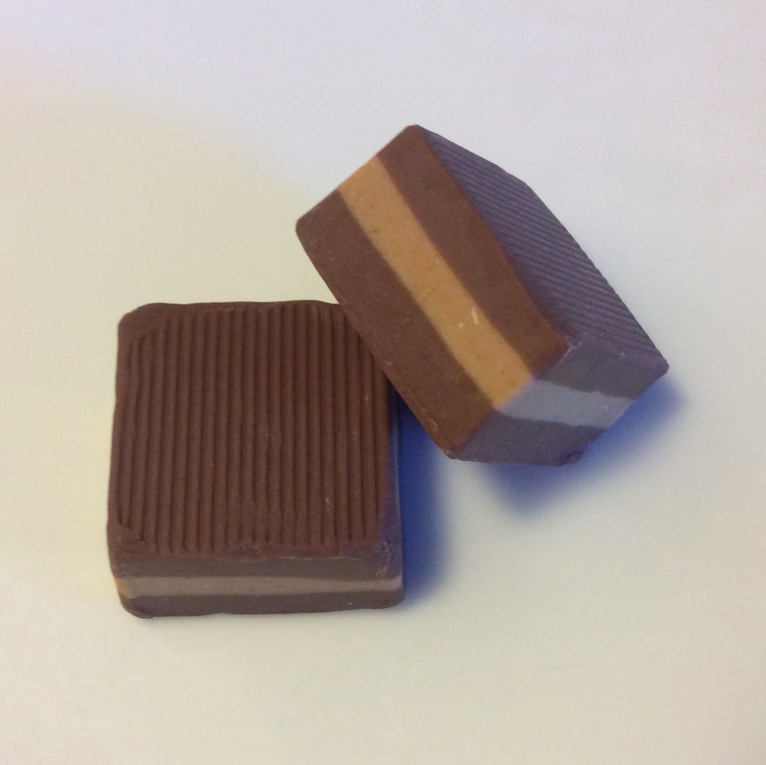
Sorini Cremino

L'azienda, all'epoca un laboratorio, venne fondata a Torino da Carlo Birocchetto alla fine del 1800. Nel 1916 è rilevata da Giuseppe Feletti che dà il suo nome al marchio. Poi nel 1929 preferisce dedicarsi ai gelati, quindi cede l'azienda a Candido Brosio. 
Nel 1968 viene inaugurata la fabbrica di Pont-Saint-Martin in Valle d'Aosta. Nel 2004 viene acquisita da un'altra storica azienda del cioccolato, la Sorini di Castelleone, fondata nel 1915 dal farmacista Fausto Sorini a cui si deve la caramella "Rabarbaro". La Sorini era poi diventata di proprietà della famiglia cremonese Lameri e dell'industriale Carlo Alquati, il quale aveva poi rivenduto la sua partecipazione agli stessi  Lameri. 
Nel 2014 le aziende Feletti e Sorini si fondono dando vita ad H.D.I., Holding Dolciaria Italiana. Un anno più tardi il nuovo gruppo ricorre al concordato che porta ad una razionalizzazione della produzione con la conseguente chiusura dello stabilimento valdostano e la concentrazione di tutte le attività industriali a Castelleone. Nel 2016 entra nella società Europa Investimenti, specializzata nell'intervenire nelle crisi aziendali per costituire il polo "Cose Belle d'Italia". A sua volta Europa Investimenti cede la maggioranza del capitale (alla famiglia Lameri resta il 49%) ad un fondo di private equity statunitense, Avenue Capital. Il suo impegno era di investire in Italia sino a 150 milioni di euro.
Dopo aver rilanciato il gruppo,  quattro anni più tardi, nel 2020, Avenue Capital ha deciso di farsi da parte.